# Криворучко Степан Михайлович
Степан Михайлович Кривору́чко (нар. 9 січня 1904, Кам'яний Брід — пом. 25 вересня 1998, Львів) — український мовознавець, живописець, мистецтвознавець; член Спілки художників України. Доктор філологічних наук з 1974 року.

## Біографія
Народився 9 січня 1904 року в містечку Кам'яному Броді (тепер селище міського типу Новоград-Волинського району Житомирської області, Україна). 1925 року закінчив Житомирські вищі педагогічні курси; у 1932 році — історичний факультет Київського та філологічний факультет Харківського інститутів педпрофосвіти.
Працював у Харкові: у 1932–1941 роках — у навчальних закладах; у 1943–1946 роках — науковий співробітник Інституту вдосконалення кваліфікації вчителів; одночасно у 1944–1946 роках — старший викладач кафедри української літератури педагогічного інституту. У 1946–1980 роках працював у Львівському університеті: з 1956 року — доцент кафедри української мови; організовував персональні виставки творів живопису, читав мистецтвознавчі лекції, був учасником симфонічного оркестру. Помер у Львові 25 вересня 1998 року.

## Наукова діяльність
Наукові дослідження в галузі лінгвостилістики, діалектної лексикології. Брав участь у наукових експедиціях для збирання матеріалів до «Діалектологічного атласу української мови». Писав наукові статті з лексикології, діалектології, ономастики, мистецтвознавства. Зокрема автор праць:
- Вивчення в Х класі повісті Івана Франка «Борислав сміється». Харків, 1939;
- Діалог і внутрішня мова як засіб мовної характеристики героя в українській дожовтневій прозі // Доповіді та повідомлення Львівського університету. 1955. Випуск 6, частина 1;
- Розповідна манера Архипа Тесленка і її мовні засоби // Питання українського мовознавства. Львів, 1956. Книга 1;
- Діалог і його значення в розповіді А. Тесленка. Львів, 1957;
- Мовностилістичні особливості внутрішніх монологів у розповіді Архипа Тесленка // Питання українського мовознавства. Львів, 1958. Книга 3;
- Діалектна синонімія у відношенні до української літературної мови // Питання українського мовознавства. 1961. Випуск 5;
- Функція невласно-прямої мови в художній прозі І. Франка // Франківська збірка. Львів, 1961.

## Живопис
Створював переважно олійні та темперні пейзажі Карпат, Прикарпаття, Полісся, зокрема краєвиди, пов'язані з меморіальними місцями літературно-мистецької карти України, з життям і творчістю Івана Франка, Лесі Українки, Михайла Коцюбинського, Панаса Мирного та інших. Серед робіт:
- «Річка Піня в Закарпатті» (1957);
- «Річка Тростяниця» (1961);
- «Вечірня зоря на Ірші» (1961);
- «Вуличка в Кам'яному Броді» (1961);
- «Літній ранок в Кам'янобрідскому колгоспі» (1962);
- «Вид на Говерлу та Петрос з Ясенівської долини» (1963);
- «Будинок Косачів у Колодяжному» (1964);
- «Оборонні Кутузівскі вали на Ірші» (1967);
- «Черняхівський колгосп» (1970).

Полотна художника експонували у Львові, Києві, Одесі, Житомирі, Москві, Володарську-Волинському, Кам'яному Броді. Провів 20 персональних виставок, зокрема у Львові (1957), Києві (1985).

### Творчий спадок
У 1988 році художником подаровано 8 картин Науковій бібліотеці Львівського університету, а у 2002 році його родина передала його архів і книжкові зібрання (415 одиниць: художня література XIX — початку XX століття, 7 книг Степана Михайловича, 44 папки рукописів). Деякі полотна зберігаються у Музеї Львівського університету.